# Ana Mato

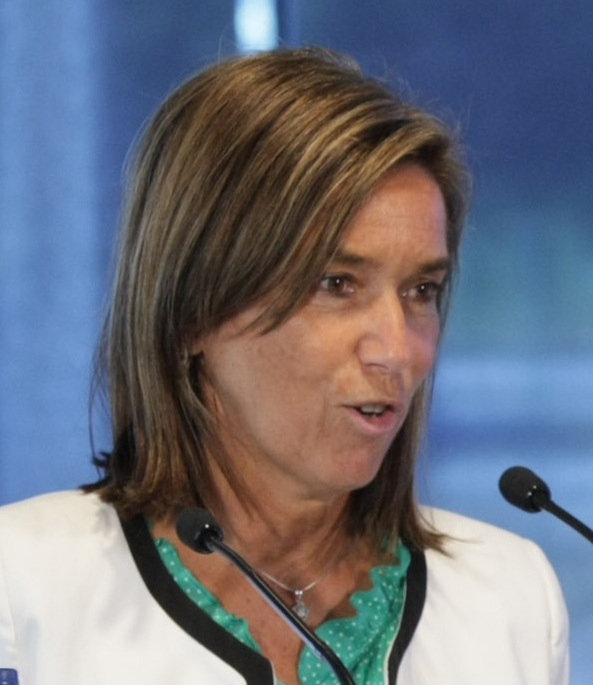
Ana Mato (2011)

Ana Mato Adrover (* 24. September 1959 in Madrid) ist eine spanische Politikerin der Partido Popular (PP).

## Leben und Karriere
Mato Adrover studierte Politik- und Sozialwissenschaften an der Universidad Complutense de Madrid.
Die wesentlichen Stationen ihrer politischen Karriere waren:
- 1987–1991: Beraterin des Regierungschefs der Region Kastilien und León José María Aznar und dessen Nachfolgers Jesús Posada Morneo
- 1991–1993: Abgeordnete im Regionalparlament der Autonomen Gemeinschaft Madrid
- 1993–2004: Abgeordnete im Congreso de los Diputados für den Wahlkreis Madrid
- 2004–2008: Mitglied des Europäischen Parlaments
- seit 2008: Abgeordnete im Congreso de los Diputados für den Wahlkreis Madrid

Seit dem 22. Dezember 2011 ist Mato Adrover Ministerin für Gesundheit, Wohlfahrt und Gleichstellung im Kabinett Rajoy.
Daneben ist sie Vizegeneralsekretärin der PP für Organisation und Wahlen.
Durch ihren Ex-Ehemann Jesús Sepúlveda geriet Ana Mato 2013 zunehmend in die Schlagzeilen. Die Tageszeitung El País berichtet am 19. Februar 2013, dass das Ehepaar Sepúlveda in den Jahren ab 1998 bis zu dem Tag als er das Bürgermeisteramt von Pozuelo de Alarcón (Madrid) im Jahr 2009 aufgeben musste, Bestechungsgelder in Höhe von mehr als 500.000 EUR im Zusammenhang mit dem caso Gürtel für unterschiedliche Gefälligkeiten erhalten hat. So z. B. für Auftragserteilungen im Zusammenhang mit Baugenehmigungen der öffentlichen Hand. Ebenfalls soll das Ehepaar etliche Geschenke in Form von Reisen, Fahrzeugen und Geld erhalten haben.
Ende November 2014 kündigte Mato ihren Rücktritt an; sie wolle Schaden von der Regierung und ihrer Partei (PP) abwenden.